# سیارک ۱۳۲۹۰۴
سیارک ۱۳۲۹۰۴ (به انگلیسی: 132904 Notkin، نامگذاری:2002RB237)۱۳۲۹۰۴مین سیارک کشف شده‌است که در ۱۲ سپتامبر ۲۰۰۲ کشف شد.